# Turmhügel Forchheim II

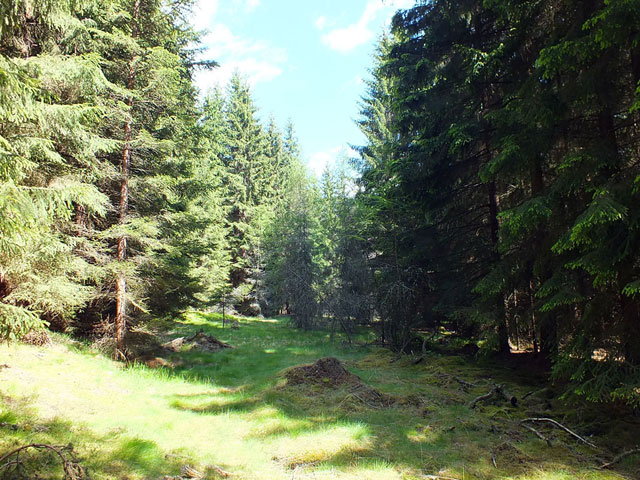
Die Lichtung kennzeichnet die ehemalige Lage von Forchheim und den Bereich der Ausgrabungen

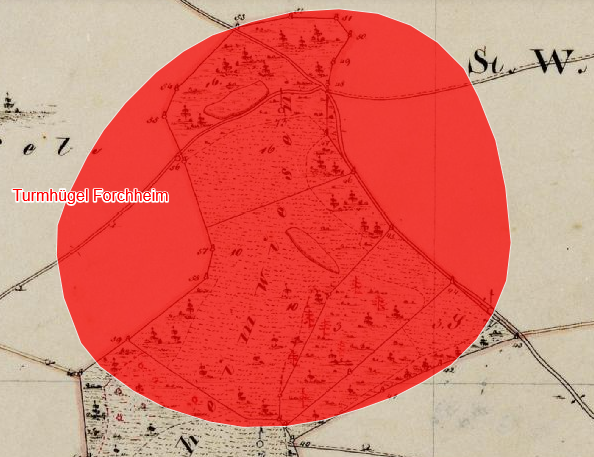
Lageplan der beiden Turmhügel Forchheim auf dem Urkataster von Bayern

Der Turmhügel Forchheim II liegt in der Wüstung Forchheim im Ortsteil Münchenreuth der oberpfälzer Stadt Waldsassen  im Landkreis Tirschenreuth. Die Anlage wird als Bodendenkmal unter der Aktennummer D-3-5939-0005 im Bayernatlas als „mittelalterliche Wüstung "Forchheim" mit zwei Turmhügeln“ geführt.

## Geschichte
Diese Turmhügelburg ist im Vergleich zu dem Turmhügel Forchheim I der höhere der beiden Turmhügel im Münchenreuther Wald. Er scheint in das hohe bis spätere Mittelalter zu datieren sein. 

## Lage und Aussehen
Der Turmhügel liegt etwa 2 km nordnordwestlich der Kirche von Münchreith bzw. in der Nähe des Kebsbaches.
Der beinahe quadratische Turmhügel misst etwa 5 × 6 m. Auf dem Plateau ist eine rechteckige Grube zu erkennen, an der Ost- und Nordseite befinden sich Spuren eines Randwalles. Der Hügel wird von einem Graben  umgeben, aus dem der Hügel ca. 1,2 bis 1,8 m herausragt. Vielleicht konnte dieser Graben von dem nahen Kebsbach mit Wasser gefüllt werden. Der Zugang scheint von Norden aus über den nassen Graben möglich gewesen zu sein. Bei Grabungen wurden 1963 viele Scherben ohne Nutzungsspuren gefunden (Dachpfannen, Schüsselkacheln). Diese datieren aus der Zeit um 1400. Man  nimmt an, dass es sich um Töpfereiabfall gehandelt hat, der mit einem Wiederaufbau oder einer Reparatur  in Zusammenhang stehen kann. Dieser Turmhügel ist im Vergleich zu Forchheim I. wesentlich jünger und vielleicht mit einer Neuerrichtung von Forchheim in Zusammenhang zu bringen.